# سيزار أوقستو
سيزار أوقستو هو لاعب كرة قدم برازيلي في مركز الوسط، ولد في 19 مارس 1986 في البرازيل. لعب مع نادي يانغون يونايتد.